# Brean
Brean is een civil parish in het bestuurlijke gebied Sedgemoor, in het Engelse graafschap Somerset met 635 inwoners.